# Myōkō (Dorf)
Myōkō (jap. 妙高村, -mura) war ein japanisches Dorf im Nakakubiki-gun in der Präfektur Niigata. 2005 ging das Dorf in die neue Stadt Myōkō auf, die nicht nach dem Dorf, sondern nach dem gleichnamigen Berg benannt ist.

## Geographie
Im Verwaltungsbereich des Dorfes befanden sich die Berge Myōkō (妙高山, -san; 2.454 m), Hiuchi (火打山, -yama; 2.462 m) und Madarao (斑尾山, -san; 1.382 m). Nach ersterem ist das Dorf benannt. Flüsse sind der Seki-gawa (関川) und der Doro-gawa (土路川), und als See der Numa-no-ike (沼池).

## Geschichte
Am 31. März 1955 schlossen sich die Mura Sekiyama (関山村, -mura), Ōshika (大鹿村, -mura), Toyoashi (豊葦村, -mura) und Haradōri (原通村, -mura), außer dessen Gemeindeteile Ōzawa-Shinden (大沢新田), Ohara-Shinden (小原新田) und Ōhara-Shinden (大原新田; ausgenommen dem Aza (Gemeindeteil) Sobutake (祖父竹)), zum neuen Dorf Myōkō zusammen.
Am 1. April 2004 schloss sich Myōkō mit der Shi Arai (新井市, -shi) und dem Machi Myōkōkōgen (妙高高原町, -machi) im Nakakubiki-gun zur neuen Shi Myōkō zusammen. Der Name dieser Stadt stammt von dem gleichnamigen Berg. Der Nakakubiki-gun wurde daraufhin aufgelöst.

## Verkehr
Myōkō ist über den Bahnhof Sekiyama an die JR East Shin’etsu-Hauptlinie nach Takasaki oder Niigata angeschlossen.
Durch das Dorf führt die Nationalstraße 18 nach Takasaki oder Jōetsu sowie die Iiyama–Madarao–Arai-Strecke der Präfekturstraße 97.

## Wirtschaft
Ein Großteil der Landwirtschaft bildet der Reisanbau. Hauptexporte bilden Tabakblätter und Tomaten.
Touristische Hauptattraktionen sind die heißen Quellen (Onsen) Seki-Onsen (関温泉), Tsubame-Onsen (燕温泉), u. a., als auch die 1.000 m hohe Madarao-Hochebene (斑尾高原, Madarao-kōgen) mit Wintersport.

## Angrenzende Städte und Gemeinden
- Präfektur Niigata:
  - Akai (heute: Stadt Myōkō)
  - Itoigawa
  - Nakagō (heute: Jōetsu)
  - Myōkōkōgen (heute: Stadt Myōkō)
  - Nadachi (heute: Jōetsu)
- Präfektur Nagano:
  - Iiyama
  - Shinano